# Kyjuan
Kyjuan, nacido como Robert Kyjuan Cleveland, es un rapero de San Luis, Misuri, y miembro del grupo St. Lunatics.
Kyjuan ha sido inspirado por varios artistas como N.W.A., Ice Cube, Big Daddy Kane, LL Cool J y OutKast. Su hermano mayor, Murphy Lee, también es miembro del grupo.
Hasta la fecha, Kyjuan no ha grabado ningún álbum en solitario, pero si dos con St. Lunatics y ha aparecido en el disco de Murphy Lee, Murphy's Law, y en tres de Nelly. También es un compositor fantasma de canciones para otros raperos y tiene un tema con Gena llamado "Dope Boy Fresh".
En mayo de 2006 lanzará su propio mixtape, mientras sigue involucrado en la escritura de guiones de películas y en la dirección.

## Discografía con St. Lunatics
- St. Lunatics (2001)
- Free City (2001)

- Datos: Q6450986